# Tipsy Train

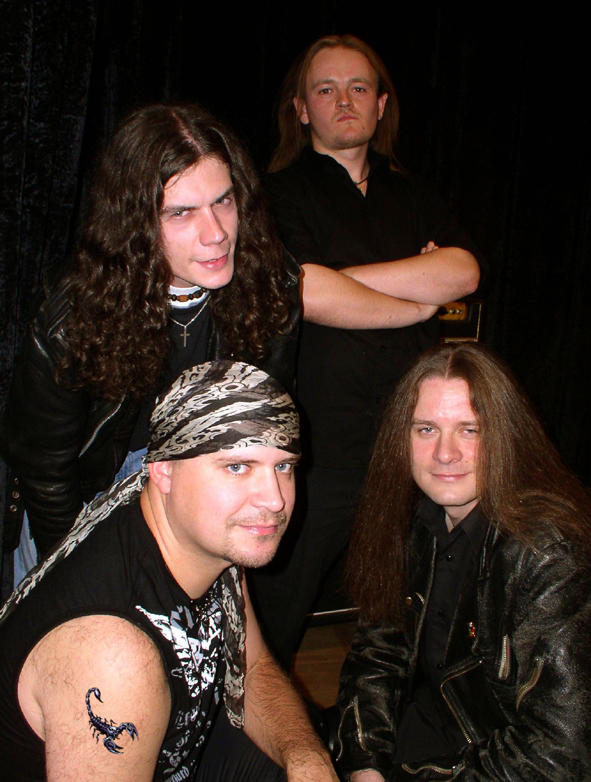
Tipsy Train

Tipsy Train – polski zespół rockowy, założony w 1991 przez Grzegorza Kotyłło i Wojciecha Cugowskiego. 

## Historia
Od początku działalności grupy brzmienie było zorientowane na klasykę hardrocka lat 70 i 80. Deep Purple, Black Sabbath, Rainbow) z domieszką nowoczesności. Opiera się ono o często dublowane riffy gitarowe wsparte potężnym brzmieniem sekcji rytmicznej.
Tipsy Train koncertował wspólnie z wieloma zespołami i artystami, m.in.: Budka Suflera, Lady Pank, Golden Life, Paweł Kukiz i Piersi, Dżem, Voo Voo, Sweet Noise. W 2007 zespół zagrał wspólny koncert z niemiecką formacją Reamonn. TT brał udział w Międzynarodowych Targach Muzycznych Music&Show w Warszawie oraz na Festiwalu Union of Rock w Węgorzewie.
Utwory grupy gościły na listach przebojów rozgłośni radiowych osiągając wysokie lokaty. Do singla zespołu Za, Zu, Zi, opartego na motywie przewodnim serialu pt. Kariera Nikodema Dyzmy, Telewizja Polska nakręciła teledysk. W Tipsy Train zaczynali swoje muzyczne przygody m.in. Wojciech Cugowski (współzałożyciel – obecnie Bracia), oraz występująca w zespole Bajm Maria Dobrzańska.
W kwietniu 2009 zespół zorganizował koncert „W hołdzie Black Sabbath”. Na zaproszenie Tipsy Train wystąpili: Wojciech Cugowski i zespół Bracia, Maciej Januszko (zespół Mech), Grzegorz Kupczyk (zespół Ceti), Marcin Maliszewski (zespół Black Horsemen), Krzysztof Zalewski (zwycięzca drugiej edycji programu Idol) oraz Maria Dobrzańska.
W kwietniu 2010 zespół wydał singla promującego nową płytę z udziałem Marka Ałaszewskiego, legendarnego założyciela grupy Klan. 24 lipca 2010 na Placu Zamkowym w Lublinie Tipsy Train wystąpił jako support szwedzkiej grupy Europe.
Rok 2011 zespół rozpoczął koncertem projektu Last Warrior złożonego z muzyków Tipsy Train oraz Grzegorza Kupczyka – wokalisty Ceti, byłego frontmana formacji Turbo. W lutym 2015 do Tipsy Train dołączył perkusista Krzysztof Patocki.

## Skład zespołu
- Grzegorz Kotyłło – gitara, śpiew
- Andrzej Bronisz – gitara
- Piotr Bańka – gitara basowa
- Krzysztof Patocki – perkusja

## Dyskografia
Single
- Smoke on the water (1994)
- Ślepy ptak (1995)
- Deszczowa noc (1995)
- Czy ty wiesz (1996)
- Za zu zi (2001)
- Na krawędzi (2009)
- Shut up! (2010)

Albumy
- Droga donikąd (1997)
- Bez twarzy (1999)
- Harpia (2005)
- Na krawędzi (2013)
- Twój czas (2019)